# Sthefany Brito
Sthefany Fernandes de Brito (São Paulo, 19 de junio de 1987) es una actriz brasileña. Es hermana del también actor Kayky Brito.

## Vida privada
El 7 de julio de 2009 se casó con el futbolista Alexandre Pato. El matrimonio terminó nueve meses después.

## Filmografía

### Televisión
| Año       | Título               | Personaje                      |
| --------- | -------------------- | ------------------------------ |
| 1999      | Chiquititas          | Hanne (Hannelore)              |
| 2001      | Um Anjo Caiu do Céu  | Dorinha                        |
| 2001      | El clon              | Samira El Adib Rachid          |
| 2003      | Agora É que São Elas | Elis                           |
| 2004      | Começar de Novo      | Dandara Gautama Silveira       |
| 2006      | Páginas de la vida   | Kelly Toledo Mattos            |
| 2007      | Carga Pesada         | Elisa                          |
| 2007      | Deseo prohibido      | Dulcina Botiquário             |
| 2011      | Macho Man            | Cliente do Frederic's Coiffeur |
| 2011      | La vida sigue        | Alice                          |
| 2013      | Flor del Caribe      | Edwiges Cristina (Amaralina)   |
| 2017      | El rico y Lázaro     | Nitócris                       |
| 2019      | Jezabel              | Raquel                         |
| 2019-2021 | Amor sem Igual       | Donatella Ribeiro              |
| 2022      | Reyes                | Laisa/Bruja de Endor           |

### Cine
| Año  | Título                      | Personaje                 | Nota(s)           |
| ---- | --------------------------- | ------------------------- | ----------------- |
| 2005 | As Vidas de Maria           | Mária                     |                   |
| 2006 | El príncipe de los ladrones | Caterina "Hornet" Grimani | Doblaje portugués |
| 2007 | Mistéryos                   | Jucélia Ramos             |                   |
| 2008 | Remissão                    | Camila                    |                   |